# Trebovljani
Trebovljani (cyr. Требовљани) – wieś w Bośni i Hercegowinie, w Republice Serbskiej, w gminie Gradiška. W 2013 roku liczyła 348 mieszkańców.